# Tercero Arriba megye
Tercero Arriba egy megye Argentínában, Córdoba tartományban. A megye székhelye Oliva.

## Települések
Önkormányzatok és települések (Municipios y comunas)
- Almafuerte
- Colonia Almada
- Corralito
- Dalmacio Vélez Sarsfield
- General Fotheringham
- Hernando
- James Craik
- Las Isletillas
- Las Perdices
- Los Zorros
- Oliva
- Pampayasta Norte
- Pampayasta Sud
- Punta del Agua
- Río Tercero
- Tancacha
- Villa Ascasubi